# Leonora Corbett
Leonora Corbett  née à Londres le 28 juin 1908 et morte à Utrecht le 29 juillet 1960, est une actrice britannique.
En quittant l'école elle étudie l'art, mais se dirige ensuite vers l'art dramatique en montant sur les planches. Elle fait ses débuts à Cambridge et apparaît plus tard sur scène à Londres. Elle fait ses débuts à l'écran avec le film Love on Wheels de Victor Saville en 1932.

## Filmographie
- 1932 : Love on Wheels (1932)
- 1933 : Tessa, la nymphe au cœur fidèle (The Constant Nymph) : Florence
- Vendredi 13 (1933)
- Lady in Danger (1935)
- Warn London (1934)
- Royal Cavalcade (1935)
- The Price of Folly (1937)
- I, Claudius (1937)
- Farewell Again (1938)
- Anything to Declare? (1938)